# Коцур Павло Михайлович
Павло Миколайович Коцур, рос. Павло Коцур (нар. 3 січня 1974, Цілиноград) – казахський шахіст, тренер (старший тренер ФІДЕ від 2014 року) і шаховий суддя (міжнародний арбітр від 2014 року), гросмейстер від 1996 року.

## Шахова кар'єра
Відтоді, як 1991 року Казахстан став незалежним, був одним з основних гравців збірної країни. У 1994-2008 роках шість разів взяв участь у шахових олімпіадах (зокрема двічі на 1-й шахівниці) і тричі в командному чемпіонаті Азії, завоювавши дві медалі: срібну в командному заліку 1999 року в Шеньяні й бронзову в особистому заліку на 2-й шахівниці 2003 року. Крім того, 1997 року зіграв на 1-й шахівниці на командному чемпіонаті світу, який відбувся в Люцерні. Тричі брав участь у проведених чемпіонатах світу ФІДЕ, які проходили за олімпійською системою, програвши свої матчі в 1-му раунді: 1999 року - Сергієві Долматову, 2001 року - Леньєрові Домінгесу, а 2004 року - Дарменові Садвакасову. Також взяв участь у Кубку світу 2005, але в 1-му раунді посупився Аркадієві Нійдічу.
1992 року представляв свою країну на чемпіонаті світу серед юніорів до 18 років, який відбувся в Дуйсбурзі, посівши місце наприкінці другої десятки. 1993 року поділив 1-ше місце yf турнірі First Saturday (FS12 ЇМ-B) в Будапештs. У 1995 році виграв у Кургані та Алматах (разом з Олександром Фоміних). 1997 року поділив 1-ше місце (разом зі Станіславом Войцеховським, Володимиром Маланюком і Олександром Вауліним) на турнірі за швейцарською системою з циклу Кубок Росії в Смоленську. 1999 року повторив це досягнення (разом із, зокрема, Русланом Щербаковим, Олександром Ластіним і Євгеном Наєром) у Тулі. Того ж року переміг на опені в Новгороді й досягнув значного успіху, посівши 1-ше місце у фінальному турнірі на Кубок Росії, який відбувся в Єкатеринбурзі. У 2001 році поділив 1-ше місце в Дубаї (разом із, зокрема, Кареном Асряном, Яаном Ельвестом, Олександром Мотильовим, Євгеном Владіміровим і Олексієм Александровим) та Гамбурзі (разом із, зокрема, Клаусом Бішоффом і Васіліосом Котроніасом). 2002 року виграв у Павлодарі титул чемпіона Казахстану, а також переміг (разом з Петром Костенком) в Уральську. У 2003 році поділив 1-ше місце (разом з Євгеном Владіміровим на зональному турнірі в Павлодарі. 2004 року досягнув одного з найбільших успіхів у кар'єрі, поділивши 1-ше місце (разом із, зокрема, Олексієм Дрєєвим, Люком ван Велі і Шахріяром Мамед'яровим на турнірі Аерофлот опен у Москві, а також поділив 1-ше місце в Нью-Делі. У 2006 році був серед п'яти переможців регулярного опену, який відбувся в Гайдарабаді і здобув срібну медаль на чемпіонаті країни.
Примітка: список успіхів неповний (доповнити від 2007 року).
Найвищий рейтинг Ело в кар'єрі мав станом на 1 липня 2004 року, досягнувши 2607 очок займав тоді 3-тє місце (позаду Євгена Владімірова і Дармена Садвакасова) серед казахських шахістів.

## Зміни рейтингу
| На цьому місці має відображатися графік чи діаграма, однак з технічних причин його відображення наразі вимкнено. Будь ласка, не видаляйте код, який викликає це повідомлення. Розробники вже працюють для того, щоби відновити штатне функціонування цього графіка або діаграми. | |
| | На цьому місці має відображатися графік чи діаграма, однак з технічних причин його відображення наразі вимкнено. Будь ласка, не видаляйте код, який викликає це повідомлення. Розробники вже працюють для того, щоби відновити штатне функціонування цього графіка або діаграми. |